# Лавови (албум)
Лавови је пети студијски албум поп групе Лексингтон бенд, издат 9. марта 2024. године за Студио Запис. На албуму се налази дует са Милошем Радовановићем, а снимљени су музички спотови за песме Свирачи, Лавови, Дугујем ти себе, Нисам ја за љубав, Топ прича.

## Списак песама
| №   | Назив                          | Текст                                    | Музика                         | Трајање |  |
| 1.  | Лавови                         | Ђорђе Ђпрђевић, Иван Обрадовић (музичар) | Ђорђе Ђорђевић, Иван Обрадовић | 3:20    |  |
| 2.  | Свирачи                        | Вуксан Билановић, Цвија                  | Цвија                          | 2:35    |  |
| 3.  | Изгубљена срећо                | Миладин Богосављевић                     | Вукса                          | 3:49    |  |
| 4.  | Да ми је                       | Цвија, Огњен Јованов                     | Цвија, Ален Козић              | 3:19    |  |
| 5.  | Несаница                       | Петар Стокановић                         | Петар Стокановић               | 3:01    |  |
| 6.  | Дајем стољеће за једно прољеће | Мустафа Аганагић Еудисц                  | Бане Васић                     | 4:31    |  |
| 7.  | Идем на пут                    | Петар Стокановић                         | Петар Стокановић               | 3:25    |  |
| 8.  | Топ прича                      | Вања Миљковић                            | Милош Радовановић              | 3:21    |  |
| 9.  | Нисам ја за љубав              | Фахрудин Пецикоза                        | Вукса                          | 2:59    |  |
| 10. | Дугујем ти себе                | Петар Стокановић                         | Петар Стокановић               | 4:02    |  |